# Froseira
Froseira es una aldea perteneciente a la parroquia de Doiras, en el concejo de Boal, comarca de Eo-Navia, Principado de Asturias, España.
Cuenta con una población de 1 habitante (INE, 2013) y se encuentra a unos 140 m de altura sobre el nivel del mar. Dista unos 9 km de la capital del concejo, tomando primero desde ésta la carretera AS-12 en dirección a Grandas de Salime, y desviándose después a la derecha, a unos 100 m tras pasar Doiras.
Es atravesada por el río Urubio, y en sus proximidades se encuentra la Cova del Demo.
En junio de 2021, falleció la única residente de la aldea, Otilia González